# Distrito Escolar Unificado de Fresno
El Distrito Escolar Unificado de Fresno (Fresno Unified School District) es un distrito escolar de California. Tiene su sede en Fresno. FUSD es el distrito escolar cuarto más grande de California. Tiene más de 73.000 estudiantes.